# Грб Вишеграда
Грб Вишеграда је званични грб српске општине Вишеград, усвојен 26. септембра 2008. године.
Овај симбол општине има шпицаст облик као средњовјековни грбови, али његов садржај подсјећа на старе амблеме општина из комунистичког времена.

## Опис грба
Симбол општине је грб који је комбинација више симбола. Три куле средњовјековног града Павловића симболизују утемељење града. Између двије планкиране површине стилизованог кањона смјештен је манастир Добрун, а испод њега мост Мехмед-паше Соколовића. Двије ријеке, мања Рзав и већа Дрина, увезане су симболом саборности са четири оцила. 
У боји то изгледа овако: на свјетлоплавој подлози тамно-плаво су назначена брда и ријеке, манастир је бијеле боје, мост боје сиге, односно свијетлог окера. На малом црвеном штиту оцила су жуте боје, а читав грб је оивичен жутом бојом.